# روزا ماريا سيد لوبيز
روزا ماريا سيد لوبيز (بالإسبانية: Rosa María Cid)‏ هي أستاذة جامعية إسبانية، ولدت في 29 يناير 1956 في إسبانيا.